# Historische Radrennbahnen in Dresden
In Dresden wurden bis 1896 mindestens zwölf Radfahrvereine gegründet. Von 1887 bis 1893 fanden Wettbewerbe auf der Radrennbahn Gruna, oberhalb des Großen Gartens, statt.

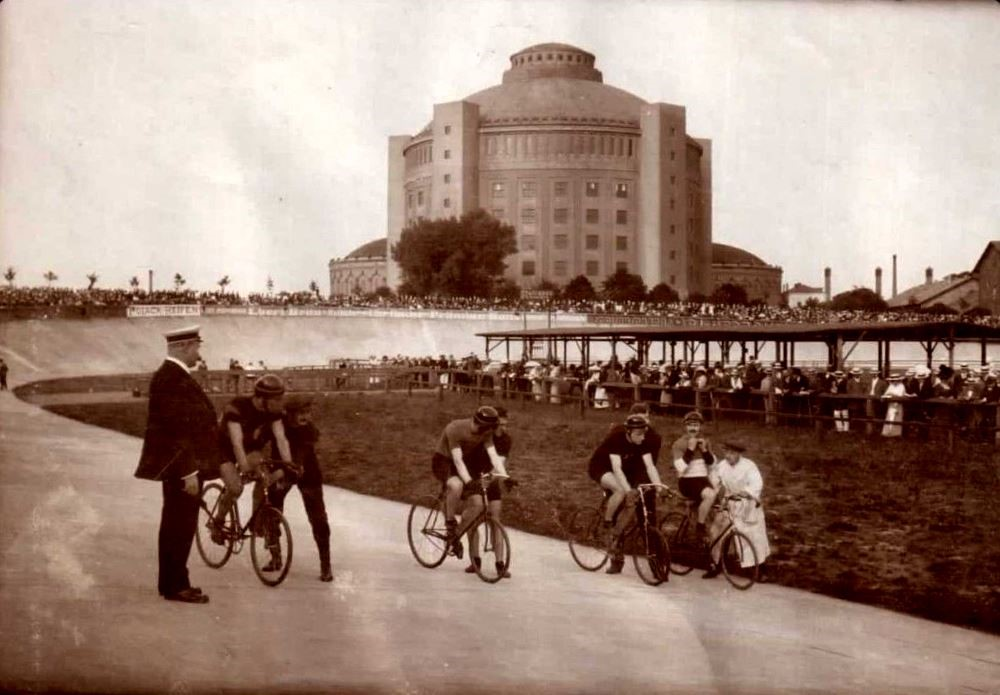
Radrennbahn Reick mit Gasometer im Hintergrund

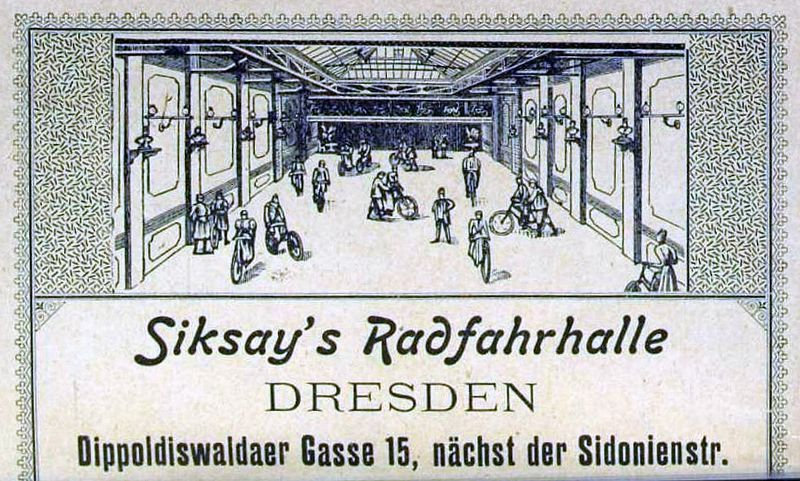
Siksay's Radfahrhalle, um 1900

## Grunaer Rennbahn

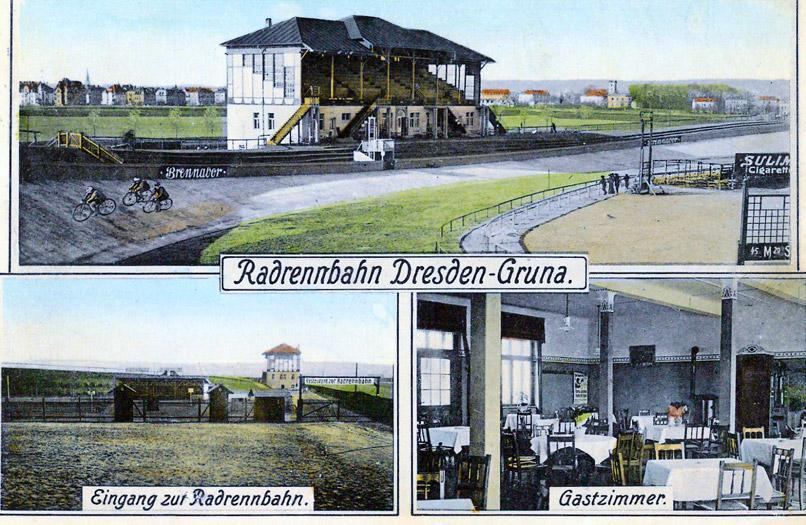
Grunaer Radrennbahn. Postkarte

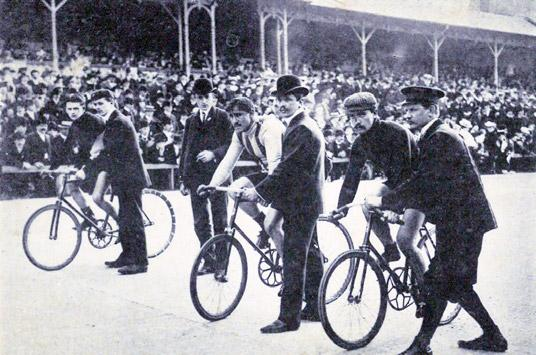
Radrennbahn Dresden-Striesen: am 11. Oktober 1903 verunglückte der Amateur-Weltmeister von 1902, Alfred Görnemann (Mitte), beim 100-km-Fahren in Dresden tödlich, als er versuchte, seinen Konkurrenten Thaddäus Robl (links) zu überholen. Das Foto wurde kurz vor dem Start des Rennens aufgenommen (Rechts Paul Dangla, der dritte Fahrer des Rennens.)

Erst am 8. Mai 1887 sah Dresden wieder ein gutbesetztes Bahnwettfahren – und zwar auf der von den Herren, Bürgermeister a. D. Hofmann, Hofbuchhändler Gilbers, Fahrradhändler Engel und Rentier Kunze gemeinsam finanzierten Rennbahn an der Grunaer Chaussee, oberhalb des Großen Gartens. Es war eine Sandbahn von 333,3 Metern Länge, die später in den Besitz der Dresdner Fahrrad-Firma Seidel & Naumann überging und bis zum Jahre 1893 bestand. In den Eröffnungsrennen zeichneten sich besonders die Gebrüder Gustav und Max Schuritz aus Dresden, der Berliner Edmund Lehder sowie die Leipziger Rudolf Voigt und Otto Felix Eule aus. Am 26. Juni 1887 leistete man sich ein Berufsfahrerrennen mit solchen Assen, wie dem Engländer H. O. Duncan und den Franzosen Paul Medinger und Jules Dubois. Zum vierten Kongress der ARU (Allgemeine Radfahrer-Union). Am 29. September 1889 gab es das letzte Rennen, wenige Tage danach wurde sie jedoch abgerissen. Das Gelände dieser ehemaligen Rennbahn befindet sich heute zwischen der Bodenbacher Straße und der Herkulesstraße, direkt südöstlich der Tetschener Straße. Es ist parzelliert und mit Wohnhäusern bebaut.

## Striesen
Laut Jahrbuch der deutschen Radfahrer-Vereine 1897: Renn RV Striesen. Vorsitzender: Osmar Wehner, Wittenberger Straße 60 pt. Schriftführer: Adolf Siksay, Rennbahn. im Frühjahr 1890 bauten Arthur Siksay und Baumeister Friedrich eine neue Radrennbahn in Striesen. Die Anlage fand ihren Platz beim Vergnügungspark „Gasthof zum sächsischen Prinzen“ am Landgrabenweg. Die Bahnlänge betrug 333,3 Meter, bei einer Breite von 6 bis 8,50 Metern, der Kurvenüberhöhung von 60 Zentimetern und einem 30 Meter Kurvenradius. Zum Einweihungsrennen am 29. Juni 1890 spielte Gustav Söhnlein aus Mannheim die Hauptrolle, indem er drei Rennen vor dem in Berlin lebenden Holländer von Leeuwen sowie den Dresdnern Zschimmer, Carl Kimmel und Paul Friedrich gewann. 1896 fand hier das letzte Rennen statt, da das heutzutage überbaute Gelände an der Schandauer Straße damals einer Bauspekulation zum Opfer fiel. In den nächsten Jahren gab es zahllose Bestrebungen, eine neue Bahn zu errichten, die ergebnislos blieben.

## Radrennbahn Heidenau
Rennen fanden nur noch auf der kleinen 250-m-Piste in Heidenau bei Dresden statt, die nach ihrer Zerstörung durch das Elbhochwasser 2002 komplett für 800.000,– Euro neu errichtet werden konnte und am 8. Mai 2005 wieder eingeweiht wurde.
Die „Radrennbahn Heidenau“ befindet sich auf dem Gelände des dortigen „Sportforums“.

## Radrennbahn Johannstadt Birkenwäldchen/Pfotenhauerstraße

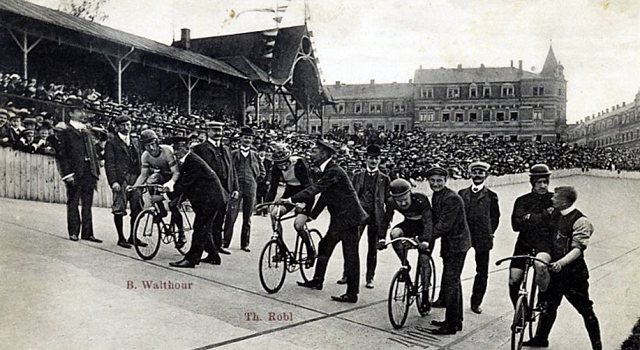
Abb. Start zum Großen Preis von Dresden. Radrennbahn Dresden-Johannstadt. Verein für Radwettfahren, Dresden.

An der Pfotenhauerstraße 79 befand sich bis von 1902 bis 1909 eine Radrennbahn.

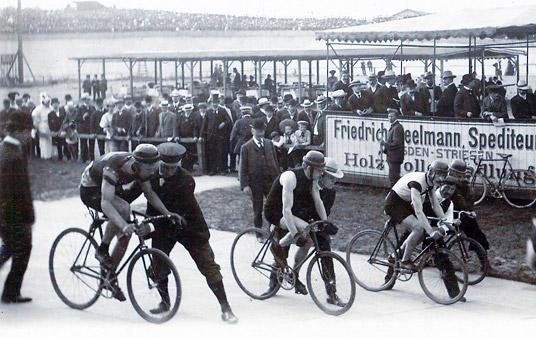
Radrennbahn Pfotenhauerstraße

Karl-Stein-Stadion (Nr. 79): Aus einer um 1900 angelegten Radfahrbahn ging 1913 das heutige Karl-Stein-Stadion hervor, bis 1945 Spielstätte des Sportvereins SV „GutsMuts“. Zwischen 1901 und 1909 fanden hier zunächst regelmäßig Radrennen, zum Teil sogar mit internationaler Beteiligung statt, bevor der Verein für Radwettfahrten sich 1909 für den Bau einer größeren Anlage in Reick entschied. Daraufhin gestaltete man die Bahn zum Sportstadion mit Rasenplatz und den notwendigen Nebenanlagen um. Weitere Teile des Grundstücks wurden zur Kleingartenanlage. Die jedoch nach Protesten der Anwohner wegen Lärmbelästigung aufgegeben werden musste. Das hatte zur Folge, dass sich am 16. März 1901 ein Verein für Radwettfahren bildete, der vom Vorsitzenden des Gau 21 des DRB, Max Ullrich, geleitet wurde.
Mit weitgehender Unterstützung des Rates der Stadt konnte am Birkenwäldchen Pfotenhauerstraße eine neue Bahn geschaffen werden, auf der am 18. August 1901 das erste Fliegerrennen stattfand. Die Bahn hatte eine Länge von 400 Meter, die Geraden waren 7,20 bzw. 8,00 Meter breit, der Kurvenradius betrug 30 Meter, die Überhöhung 25° (5,80 Meter), die Betondecke war 20 bis 30 Zentimeter stark und hatte einen zwei Zentimeter dicken Zementanstrich. Den ersten Großen Preis der Stadt Dresden im Sprint gewann 1902 der Holländer Gustav Schilling vor Raoul Buisson (Frankreich) und Karl Käser (Deutschland).
Großartiger Höhepunkt war die Austragung der Steher-Europameisterschaften 1906 mit den vier Weltmeistern Guignard (Sieger/Frankreich), Walthour (2./USA), Robl (3./Deutschland) und Dickentman (4./Holland). Leider fand jedoch am 5. September 1909 das letzte Dauerrennen statt. Nach der sächsischen Landesmeisterschaft am 19. September wurde die Bahn auf behördliche Anordnung geschlossen, weil das Geknatter der Motoren im Training und bei den Rennen in den unweit gelegenen Krankenhäusern als sehr störend empfunden wurde.

## Radrennbahn Reick

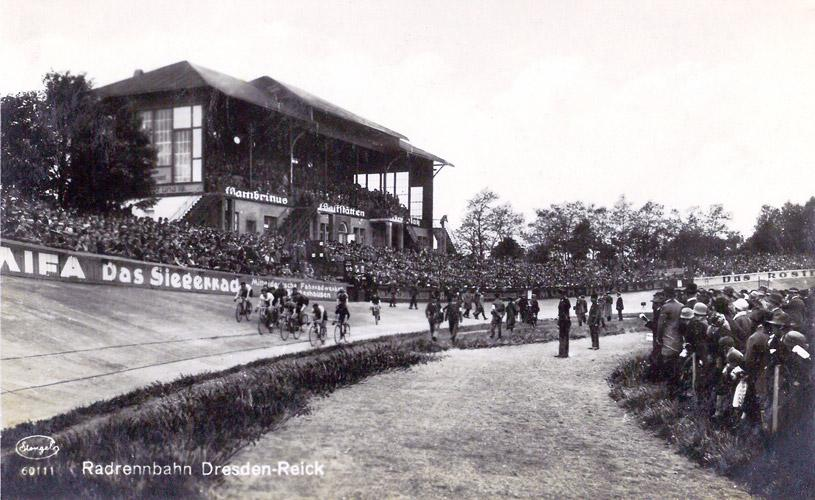
Radrennbahn Reick 1911

Die Radrennbahn in Reick neben dem Gasometer gehörte einst zu den größten Sportanlagen in Dresden. Gebaut wurde sie für den Radsport. Später wurde dort auch Fußball gespielt und es gab politische Kundgebungen im Stadion. 1939 wurde es geschlossen und später überbaut.
Die Radrennbahn Reick wurde im Jahr 1909 vom „Verein für Radwettfahrten“ nordwestlich des Dorfkerns in unmittelbarer Nachbarschaft des Gaswerkes angelegt. Zuvor besaß der Verein bereits eine kleinere Rennbahn an der Pfotenhauer-/Neubertstraße in der Johannstadt. Diese existierte zwischen 1901 und 1909 und wird heute als Karl-Stein-Stadion für Sportveranstaltungen genutzt.
Dank der Unterstützung finanzkräftiger Sponsoren wie dem Odol-Fabrikanten Karl August Lingner, dem Direktor der Dresdner Filiale der Deutschen Bank Hermann und der Bankiersfamilie Arnhold entstand in Reick eine der damals modernsten Radrennbahnen Deutschlands. Die offizielle Einweihung erfolgte am 13. März 1910. Noch im gleichen Jahr wurde hier die Europameisterschaft im Radrennen ausgetragen. Die Bahn war jedoch nicht nur Schauplatz für große Sportveranstaltungen, sondern wurde auch für Kundgebungen genutzt. Bei einer der größten sprach am 19. Juli 1932 der KPD-Vorsitzende Ernst Thälmann vor 80.000 Dresdner Arbeitern.

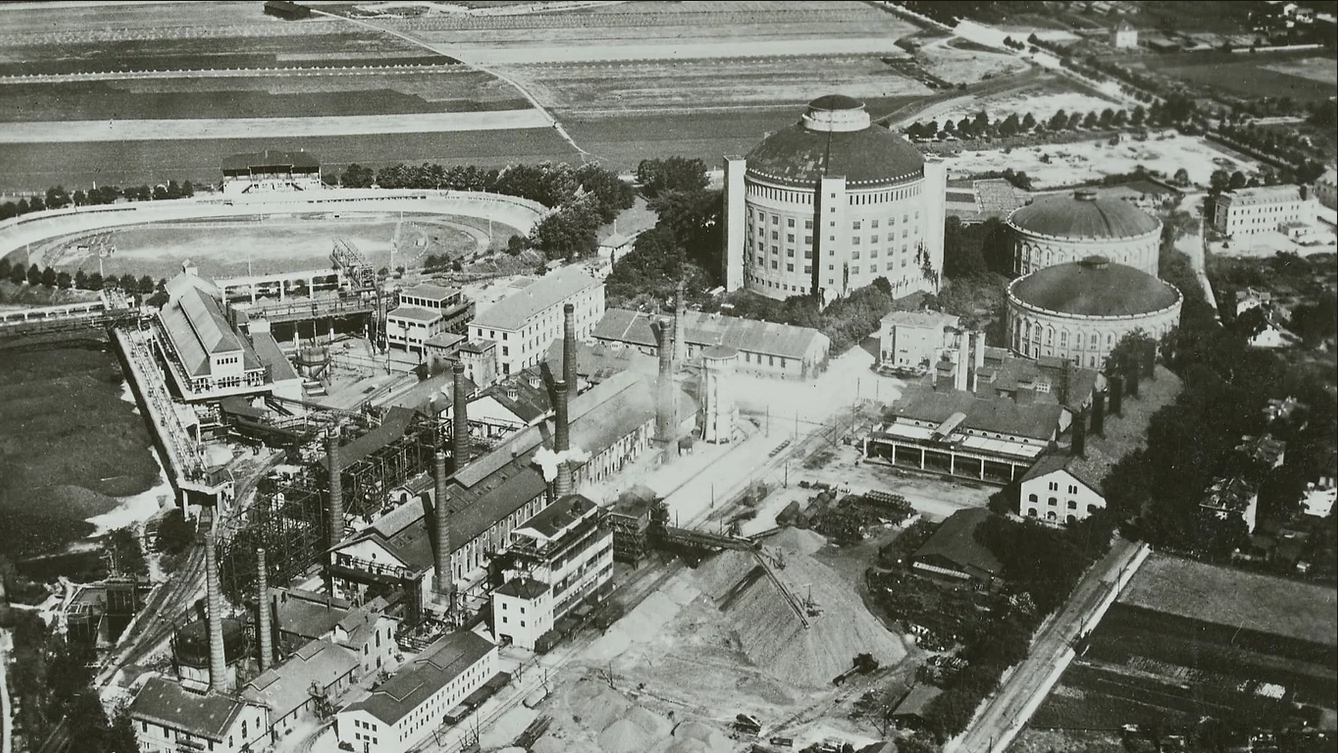
Luftansicht der Radrennbahn Dresden-Reick

Trotz der optimalen Bedingungen geriet der Verein bereits wenige Jahre nach Eröffnung der Radrennbahn in finanzielle Schwierigkeiten. Um diese auszugleichen, erfolgte 1913 eine Erweiterung der Nutzung für Fußball, Polo und Leichtathletik. Da jedoch trotz aller Bemühungen auch später nicht an die Erfolge der Anfangsjahre angeknüpft werden konnte, wurde die Radrennbahn Mitte der 1930er Jahre aufgegeben und 1939 offiziell geschlossen.
Die Stadt stellte ein geeignetes Land zwischen der Gasfabrik Reick und dem Eisenbahngelände zur Verfügung.
Dort wurde kurzfristig an der Winterbergstraße eine 500 Meter lange Zementbahn errichtet, die mit 6,50 Meter Kurvenhöhe und neun Meter Breite ganz vorzügliche Eigenschaften besaß. Erbauer der Piste war der Architekt Hugo Philipp aus Dresden, der bereits die schnellen Bahnen in München Milbertshofen und in Wuppertal-Barmen konstruiert hatte. Der Wert der Bahn betrug Anfang 1910 357.000,– Mark und sie gehörte einschließlich des Grundstückes dem Dresdner Verein für Radwettfahren.
Die Bahn in Reick verfiel, wurde 1940 gänzlich geschlossen die erstmals zu den schönsten und schnellsten der Welt gehörte.
1920 - 02.10.1920 - Internationales Motorrad-Rennen M 1925/1 - 17.05.1925 - Motorrad-Bahnrennen M 1925/2 - 23.08.1925 - Motorrad-Bahnrennen M 1929/1 - 07.07.1929 - Motorrad-Bahnrennen M 1929/2 - 22.09.1929 - Internationales Motorrad Bahn-Rennen M 1930/1 - 04.05.1930 - Bahnrennen Dresden-Reick M 1930/2 - 15.06.1930 - Internationales Motorradrennen M 1930/3 - 20.07.1930 - Sächsische Motorrad-Bahnmeisterschaft M 1935 - 22.04.1935 - Motorsportfest mit Motorrad-Bahnrennen und Radrennen M
Auf dem Gelände dieser ehemaligen Radrennbahn, gelegen in dem kleinen Teil der Gemarkung Reick, der sich westlich des Landgrabens befindet, wurde das Innovationskraftwerk Dresden-Reick errichtet.

## Leipziger Vorstadt und Aschenbahnrennen auf dem Sportplatz Stollestraße
Die Dresdner Rennfahrer versuchten inzwischen auf der Läuferbahn des Sportplatzes des TV 1897 in der in Löbtau gelegenen Stollestraße, einige Aschenbahnrennen auf der 425 Meter langen und sechs Meter breiten Piste zu bestreiten.
Im Dezember 1949 begannen die Mitglieder der Sparte Radfahren der SG Dresden-Neustadt nach Überwindung von mancherlei Problemen mit der Errichtung einer 400-m-Radrennbahn im Neustädter Stadion an der Bärnsdorfer Straße. Bis Ende Februar 1950 wurden zunächst die beiden Kurven mit Trümmerschutt überhöht, planiert und Senkgräben angelegt. Dann gab es erhebliche Probleme, denn es fehlten 25 m³ Nadelholz. Die Stadt Dresden hatte zwar Unterstützung zugesagt, war jedoch nicht in Erscheinung getreten. Doch unter der Regie des Bahntechnikers Max Zeidler und des Spartenleiters Willy Prager konnte mit Hilfe der BSG Bau-Union SüdDresden und nach mehr als 3000 Stunden freiwilliger Arbeit der Dresdner Radsportler am 11. Juni 1950 die neue Aschenbahn eingeweiht werden.
In den Folgejahren gab es viele kleine Rennen, die jedoch nicht darüber hinwegtäuschten, dass diese Bahn eine Behelfsanlage war und nur bescheidensten Ansprüchen genügte. 1955 war die Piste schließlich nicht mehr befahrbar und das Dresdner Radsport-Kollektiv lud am 29. November den Rat der Stadt, die zuständigen Sport- und Parteiorganisationen, die Medien sowie die Dresdner Radsportler zu einer Aussprache über die Möglichkeiten eines Bahn-Neubaus ein. Hatte doch der Rat der Stadt schon einige Jahre lang den Schutt zerstörter Stadtteile Dresdens ins Ostragehege fahren lassen, mit dem Ziel, dort eine 333,3 Meter lange Zementbahn zu errichten. Leider war das Projekt nicht zu finanzieren, so dass 1956 im Frühjahr mit dem Bau einer Zementpiste an der Bärnsdorfer Straße begonnen. wurde. Nach zahllosen Verzögerungen konnte die 400 Meter lange und sieben Meter breite Zementpiste dennoch pünktlich am 20. Juni, anlässlich der 750-Jahr-Feier der Stadt, fertig gestellt werden. Vor 10.000 Zuschauern übergab Dresdens OBM Walter Weidauer das „Stadion der Bauarbeiter“ an die Radsportler und Gustav Adolf Schur zerschnitt das Startband. Erster Sieger im „Großen Preis von Dresden“ wurde der Berliner Rolf Nitzsche (Dynamo) vor seinem Landsmann Werner Malitz (Einheit). In den Folgejahren erlebte das Velodrom zahllose Rennen der Sprinter, Verfolger und Mannschaftsfahrer, denn Dauerrennen waren infolge der nur 1,2 Meter überhöhten Kurven, leider nicht möglich. Mit der Renovierung und Überdachung der Leipziger Piste in den Jahren 1970/71, geriet die Bahn langsam, aber sicher ins Abseits. Die begrenzten Mittel zur Renovierung von Radrennbahnen gingen an Leipzig, Berlin, Cottbus, Gera und Erfurt, so dass man ab Mitte der 70er Jahre nur noch regionale kleine Wettbewerbe austrug, die Anfang 1980 gänzlich wegfielen. Die Anlage verfiel mehr und mehr, auch Training war nicht mehr möglich. Die ehemalige Radrennbahn an der Bärnsdorfer Straße in der Leipziger Vorstadt dient seit März 1994 als Trainings- und Heimspielstätte der Dresden Monarchs.